# Volo TAI 307
Il volo TAI 307 era un volo di linea, operato dalla Transports Aériens Intercontinentaux (TAI) tra la Francia e la Costa d'Avorio passando per il Mali, operato da un Douglas DC-7C. Il 24 settembre 1959 l'aereo si schiantò durante la sua partenza dall'aeroporto di Bordeaux Mérignac quando passò sopra gli alberi di un bosco vicino. Tutto l'equipaggio e 45 dei 56 passeggeri a bordo persero la vita, mentre gli altri 11 passeggeri sopravvissero, benché gravemente feriti.

## L'incidente
Il DC-7C arrivò a Bordeaux da Parigi, facendo una sosta programmata sulla rotta verso l'Africa occidentale. Dopo una sosta di due ore, la partenza da Bordeaux è avvenuta alle 22:33 GMT. Il bollettino meteorologico, al momento della partenza, riportava un vento di 3 nodi (3,5 mph) e una pioggerellina leggera che non limitavano significativamente la visibilità. Dopo il decollo l'aereo raggiunse un'altitudine di 30 metri (98 piedi) non riuscendo a salire ulteriormente prima di volare contro una foresta di pini situata a 2.950 metri (9.680 piedi) dalla fine della pista.
La fusoliera si tagliò contro gli alberi, alcuni dei passeggeri vennero scagliati via attraverso lo squarcio prima della distruzione del relitto in un incendio post-impatto. A causa dell'oscurità e della mancanza di strade nell'area dell'incidente i soccorritori ebbero molte difficoltà a raggiungere il sito dello schianto; i loro veicoli non furono in grado di avvicinarsi a meno di 0,5 miglia (0,80 km) dal luogo dell'impatto. Dodici sopravvissuti vennero portati in un ospedale di Bordeaux, ma uno di essi morì nonostante le cure immediate, portando a 54 il numero totale delle vittime.

## L'aereo
L'aeromobile precipitato, codice di registrazione F-BIAP, era un Douglas DC-7C alimentato da quattro motori a pistoni radiali R-3350-30W Wright. Consegnato nuovo alla Transports Aériens Intercontinentaux il 9 novembre 1957, il suo numero di serie del produttore era 45366.

## Causa probabile
La commissione d'inchiesta nominata per determinare la causa dell'incidente comunicò che l'incidente era stato molto probabilmente causato da una combinazione di fattori. Le prove di un volo ricostruito mostravano che con un aumento della velocità per alcuni secondi, la velocità di salita dell'aeromobile diminuiva; con una mancanza di riferimenti visivi "un pilota può seguire una linea di volo che riporti l'aereo vicino al suolo se, durante questo periodo, non viene mantenuta una velocità di salita ottimale e l'altimetro non viene controllato attentamente".